# Tanikaze (1941)
El Tanikaze (谷風 viento del valle?) fue un destructor de la Clase Kagerō. Sirvió en la Armada Imperial Japonesa durante la Segunda Guerra Mundial. 

## Historia
Resultó ligeramente dañado durante la batalla de Midway, en junio de 1942. Fragmentos de bombas que estallaron cerca del buque afectaron a una de sus torretas de popa, provocando una explosión que causó 6 muertes.
En la batalla del Golfo de Kula, en julio de 1943, y mientras realizaba un transporte de tropas a Kolombangara, lanzó torpedos que contribuyeron al hundimiento del crucero ligero estadounidense USS Helena. El Tanikaze recibió un impacto directo, pero con la fortuna de que la espoleta del proyectil resultase defectuosa, con lo que no estalló, limitándose en gran medida los daños.
El Tanikaze resultó hundido el 9 de junio de 1944 por el submarino estadounidense USS Harder, cerca de Tawi-Tawi, en la posición (5°42′N 120°41′E / 5.700, 120.683), con 114 fallecidos a bordo. Se rescató a 126 supervivientes.